# Stazione di Briatico
Stazione di Briatico vasútállomás Olaszországban, Zambrone településen.

## Vasútvonalak
Az állomást az alábbi vasútvonalak érintik:
- Battipaglia–Reggio di Calabria-vasútvonal

## Kapcsolódó állomások
A vasútállomáshoz az alábbi állomások vannak a legközelebb:
- Stazione di Vibo Marina
- Stazione di Zambrone